# Martyre
Martyre (bret. Ar Merzher-Salaun) – miejscowość i gmina we Francji, w regionie Bretania, w departamencie Finistère.
Według danych na rok 1990 gminę zamieszkiwało 580 osób, a gęstość zaludnienia wynosiła 32 osoby/km² (wśród 1269 gmin Bretanii Martyre plasuje się na 789. miejscu pod względem liczby ludności, natomiast pod względem powierzchni na miejscu 558.).